# John White (Basketballspieler)
John Wesley White (* 22. März 1966 in Louisville, Kentucky) ist ein ehemaliger US-amerikanischer Basketballspieler. White begann nach dem Studium in seinem Heimatland eine Karriere als Profi, in der er zunächst in Venezuela, Österreich und auf Zypern spielte. 1996 kam er in die British Basketball League (BBL), wo er 2002, nachdem er zwischenzeitlich in Frankreich und kurzzeitig in Litauen gespielt hatte, seine aktive Karriere beendete. 2010 betätigte er sich als Trainer in der „Minor League“ UBA für die Southern Generals und wurde dann tätig als Trainer in der „Global Basketball Summer League“.

## Karriere
Zum Studium ging White 1984 an die University of Southern Mississippi, wo er für die Hochschulmannschaft Golden Eagles in der damaligen Metro Conference, die später in der Conference USA aufging, der NCAA spielte. In der Metro Conference dominierten damals die Tigers der Memphis State University und die Cardinals der University of Louisville aus Whites Heimatstadt, die sieben der acht Endspielteilnehmer des Meisterschaftsturniers der Metro Conference während White vierjähriger Collegekarriere stellten. 1986 bekamen die Golden Eagles aber eine Einladung zum National Invitation Tournament (NIT) und bestritten so auch die „Postseason“, wobei sie mit einer Erstrundenniederlage gleich zu Beginn aus dem Turnier ausschieden. Im darauffolgenden Jahr waren sie erneut beim NIT vertreten und konnten bis ins Endspiel einziehen, das sie gegen die Explorers der LaSalle University mit vier Punkten Unterschied gewinnen konnten. White, der in der zweiten Halbzeit wegen Foulproblemen lange auf der Bank verbracht hatte, wurde 15 Sekunden vor Ende wieder eingewechselt und konnte die abschließenden beiden Freiwürfe zur Sicherstellung des Siegs verwandeln. Ein Jahr später schied man als Titelverteidiger beim NIT in der zweiten Runde aus. Während sein Mannschaftskollege Randolph Keys beim NBA-Draft 1988 ausgewählt wurde, fand White keine Berücksichtigung beim „Entry Draft“ der renommiertesten Profiliga NBA.
Nachdem White im venezolanischen Caracas bereits nach seinem Studium professionell gespielt hatte, kam er in der österreichischen A-Liga-Saison 1989/90 zum ABC Merkur aus Graz, der sich jedoch nicht im Vorderfeld der Liga platzieren konnte. Im Sommer 1990 spielte er dann erneut in Caracas, bevor er für die europäische Saison 1990/91 bei Pezoporikos aus Larnaka in der Republik Zypern einen Vertrag bekam. Mit diesem Verein gewann er zweimal die Meisterschaft, nach der misslungenen Titelverteidigung 1993 ging er für eine Spielzeit in die finnische Korisliiga. Für A-Liga-Saison 1994/95 kehrte er dann nach Österreich zurück, wo er für den Klub aus Klosterneuburg spielte. Hier machte White zwar mit individuellen Bestleistungen auf sich aufmerksam und erzielte gegen seine ehemalige Mannschaft aus Graz 42 Punkte und im Spiel zuvor gegen die andere Grazer Mannschaft 48 Punkte, doch die Klosterneuburger belegten am Ende der Spielzeit nur den drittletzten Tabellenplatz. Für die Saison 1995/96 ging White dann erneut nach Zypern, wo er in Nikosia für ENAD spielte, deren Lokalrivale APOEL jedoch seinen Meisterschaftstitel verteidigen konnte.
Für die Saison 1996/97 kam White in die British Basketball League (BBL), wo er für das Franchise Leopards aus London spielte. Diese Mannschaft lieferte sich erbitterte Duelle mit dem Lokalrivalen London Towers, wobei sich im Halbfinale des Pokalwettbewerbs „National Cup“ die Leopards durchsetzten und am Ende den Titel gewannen, während im Viertelfinale des Ligapokals BBL Trophy die Towers die Oberhand hatten und den Wettbewerb gewinnen konnten. Die Leopards zogen als Hauptrundenerster mit White als „Most Valuable Player“ (MVP) der Spielzeit in die Play-offs ein, in denen man im Finale knapp mit einem Punkt Unterschied dem Hauptrundenzweiten Towers unterlegen war. In der folgenden Saison ging man erneut als Hauptrundenerster mit Whites Landsmann und Mannschaftskameraden Eric Burks als MVP in die Play-offs, in denen man jedoch in der ersten Runde nach dem Auftaktsieg bei den Manchester Giants die folgenden beiden Heimspiele verlor. In der Saison 1998/99 spielte White dann für die Giants aus Manchester, die den Ligapokal BBL Trophy gewinnen konnten. Als Zweiter der Hauptrunde mit White als „Topscorer“ der Liga mit etwas mehr als 26 Punkten pro Spiel schieden die Giants jedoch im Play-off-Halbfinale aus. Die Giants verpflichteten für die folgende Spielzeit Tony Dorsey, der dreimal zuvor Topscorer der Liga gewesen war, und White bekam einen Vertrag in der französischen LNB Pro A.
In der Saison 1999/2000 spielte White für den französischen Erstliga-Aufsteiger Illkirch-Graffenstaden Basket aus Straßburg. White war mit nicht ganz 20 Punkten pro Spiel erneut Topscorer in der Liga und die Mannschaft erreichte als Hauptrundenfünfter die Play-off-Halbfinalserie, in der man in drei Spielen glatt dem Hauptrundenersten ASVEL unterlegen war. In der Saison 2000/01 spielte White zunächst für den litauischen Vizemeister Žalgiris aus Kaunas unter anderem in der EuroLeague 2000/01. Zum Jahreswechsel wurde er jedoch aus seinem Vertrag entlassen und hatte für den Rest der Spielzeit noch Kurzzeitverträge bei Basket Comté Doubs aus Besançon in der zweiten französischen Liga und beim französischen Erstligisten SLUC aus Nancy. Für die Spielzeit 2001/02 kehrte er nach London zurück, wo er jedoch für die Towers spielte. Die London Towers nahmen erneut an der EuroLeague 2001/02 teil, die nun endgültig die Wettbewerbe der FIBA Europa als höchsten europäischen Vereinswettbewerb abgelöst hatte. Auf diesem Niveau waren die Towers jedoch überfordert und verloren alle 14 Vorrundenspiele oft recht deutlich. In der Meisterschaft schied man in den Halbfinal-Play-offs der BBL aus. White beendete anschließend seine aktive Karriere als Spieler. Für Spieler mit mehr als 100 Einsätzen innerhalb der BBL verfügt White mit knapp 24 Punkten pro Spiel über den zweitbesten Punktedurchschnitt und hat die beste Freiwurfquote für Spieler mit mehr als 200 Freiwurfversuchen. In der Saison 2010/11 gewann er als Trainer die Meisterschaft der UBA mit den Southern Generals.